# Олимпијске игре у видео играма
Олимпијске игре су представљене у бројним спортским видео играма које су званично лиценциране од стране Међународног олимпијског комитета или не. Ове игре имају више од једног догађаја и/или неколико спортова и имају олимпијску тему.
Поџанр олимпијског спорта датира још од наслова Олимпијски десетобој из 1980. године и популаризован је Конамијевим аркадном игром Track & Field из 1983. године. Од тада су објављени бројни наслови, обично непосредно уочи Олимпијских игара, свака игра је намењена за покривање. Званичне лиценце МОК-а постале су норма откако је прва званична игра, Olympic Gold, објављена на време за Летње олимпијске игре 1992. године. Ово није повезано са дискусијом око укључивања видео игара као олимпијског спорта.

## Еволуција и критика
Компаније као што су Epyx, Accolade, U.S. Gold и Конами развиле су многе од раних игара. Индустрија игара често занемарује овај жанр и сматра га мало више од новитета или сувенира везаних за догађај, а неки га сматрају чисто вежбом у лиценцирању и роби.
Међутим, пошто се објављују у редовним интервалима, могу се користити као начин да се упореди како се графика у компјутерским игрицама мењала током времена: од ЦГА графике првих Епик наслова до 3D графике модерних наслова које се стално развијају као што су: Athens 2004, Beijing 2008, and London 2012. Forbes је тврдио да иако се жанр не развија, они би желели да виде како се различити спортови приказују на конзолама следеће генерације.
Од Олимпијских игара у Москви 1980. до Олимпијских игара у Токију 2020., званична или незванична олимпијска игра је објављена како би се поклопила са сваким Олимпијским играма. Зимске ОИ у Пекинги 2022 нису имале ни једну пратећу конзолну видео игру.
Котаку тврди да природа таквих игара од 4 године резултира тиме да свако издање буде на новој конзоли, што постаје одлука првог усвајања за љубитеље олимпијских видео игара. Поред тога, сајт је приметио да ове игре никада немају свеобухватан смисао за нарацију, што их у суштини претвара у серију мини игара. Треће, многи олимпијски спортови већ имају наменске наслове који би се више свидели фановима од ових колекција мини игара које садрже поједностављене верзије играња њихових спортова. Играма такође недостаје режим каријере, што је уобичајено у многим другим спортским видео игара.
Vice тврди да истакнуто присуство успешних олимпијских спортиста на насловној страни Олимпијских игара гради њихов јавни профил бренда тако што их упознаје са играчима. Сајт је ово упоредио са начином на који неке видео игре повезане са музиком могу да упознају играче са новим бендовима, или неке медијске везе могу да подстакну играче да истражују шири универзум.
| Игра                                               | Компанија           | Година | Жанр | Платформа                                                                       | Догађаји | Тимови |     |
| -------------------------------------------------- | ------------------- | ------ | ---- | ------------------------------------------------------------------------------- | -------- | ------ | --- |
| Hyper Olympic '84                                  | Konami              | 1984   | S    | Arcade (Official Olympic license in Japan only)                                 | 7        | Н/Д    | Н/Д |
| Olympic Gold                                       | Tiertex             | 1992   | S    | Sega Game Gear, Sega Genesis, Sega Master System                                | 7        | 8      |     |
| Winter Olympics                                    | Tiertex             | 1993   | W    | Amiga, Sega Genesis, Game Boy, SNES, Sega Game Gear, MS-DOS, Sega Master System | 10       | 16     |     |
| Olympic Summer Games                               | Tiertex             | 1996   | S    | SNES, Game Boy, PlayStation, Sega Genesis, 3DO                                  | 10       | 30     |     |
| Nagano Winter Olympics '98                         | Konami              | 1997   | W    | Arcade, PlayStation, Nintendo 64                                                | 16       | 16     |     |
| Sydney 2000                                        | Attention to Detail | 2000   | S    | PlayStation, Windows, Dreamcast                                                 | 12       | 32     |     |
| Salt Lake 2002                                     | Attention to Detail | 2002   | W    | Windows, PlayStation 2, Game Boy Advance                                        | 6        | 16     |     |
| Athens 2004                                        | Eurocom             | 2004   | S    | PlayStation 2, Windows                                                          | 25       | 64     |     |
| Torino 2006                                        | 49Games             | 2006   | W    | Windows, PlayStation 2, Xbox                                                    | 11       | 24     |     |
| Beijing 2008                                       | Eurocom             | 2008   | S    | PlayStation 3, Xbox 360, Windows                                                | 38       | 32     |     |
| Vancouver 2010                                     | Eurocom             | 2010   | W    | PlayStation 3, Xbox 360, Windows                                                | 14       | 24     |     |
| London 2012                                        | Sega                | 2012   | S    | PlayStation 3, Xbox 360, Windows                                                | 31       | 36     |     |
| Steep: Road to the Winter Olympics                 | Ubisoft             | 2017   | W    | PlayStation 4, Xbox One, Windows                                                | 12       | Н/Д    |     |
| Olympic Games Tokyo 2020 - The Official Video Game | Sega                | 2019   | S    | PlayStation 4, Nintendo Switch, Xbox One, Windows                               | 19       | 80     |     |

#### Mario & Sonic
- Mario & Sonic at the Olympic Games (2007/2008) (Wii, Nintendo DS)
  - Sonic at the Olympic Games (2008) (Java)
- Mario & Sonic at the Olympic Winter Games (2009) (Wii, Nintendo DS)
  - Sonic at the Olympic Winter Games (2010) (iOS)
- Mario & Sonic at the London 2012 Olympic Games (2011/2012) (Wii, Nintendo 3DS)
- Mario & Sonic at the Sochi 2014 Olympic Winter Games (2013) (Wii U)
- Mario & Sonic at the Rio 2016 Olympic Games (2016) (Wii U, Nintendo 3DS, Arcade)
- Mario & Sonic at the Olympic Games Tokyo 2020 (2019/2020) (Nintendo Switch, Arcade)
  - Sonic at the Olympic Games - Tokyo 2020 (2020) (iOS, Android)

### Незваничне
- Microsoft Decathlon (познат и као Olympic Decathlon) by Microsoft (1980)[6]
- The Activision Decathlon - Activision (1983)
- Track & Field - Konami (1983)
- Daley Thompson's Decathlon - Ocean Software (1984)
- Hes Games - HESware (1984)
- Hyper Sports - Konami (1984)
- Track & Field II/Hyper Olympic 2 - Konami (1984)
- Summer Games (I and II) - Epyx (1984–85)
- Winter Games - Epyx (1985)[6]
- International Track & Field - Konami
- Winter Olympics by Tynesoft (1986)
- Stadium Events/World Class Track Meet - Bandai (1986)
- The Games: Winter Edition - Epyx (1988)
- Konami '88 - Konami (1988)
- The Games: Summer Edition - Epyx (Official Game of the USOC for the 1988 Summer Olympics)
- The Games: Summer Challenge by Accolade
- The Games: Winter Challenge by Accolade (1991)[6]
- The Games '92: España by Ocean Software (1992)
- Gold Medal Challenge by Capcom (1992)
- Alien Olympics 2044 AD (1994)[6]
- International Track & Field - Konami (1996)
- International Track & Field 2000 - Konami (2000)
- Millennium Winter Sports - Konami (2000)
- Sergei Bubka's Millennium Games by Midas Games (2000)
- Konami Sports Series - Konami (2001)
- ESPN International Winter Sports 2002 - Konami (2002)
- New International Track & Field - Konami (2008)
- Summer Athletics - dtp entertainment (2008)
- Hyper Sports Winter - Konami (2010)
- Hyper Sports Track & Field - Konami (2010)
- Doodle Champion Island Games - Google (2021)

### Игре других жанрова са другом лиценцом која се односи на Олимпијске игре
- Team USA Basketball
- Olympic Soccer
- Izzy's Quest for the Olympic Rings
- Actua Ice Hockey
- Olympic Hockey Nagano '98

## Критички пријем
Слате је тврдио да се олимпијске видео игре генерално брзо заборављају као и олимпијске игре на којима су засноване, и сматрао је да је жанр остао стагнирајући од Track & Field из 1983. до 2K Sports' Torino 2006. Котаку је приметио да је олимпијски бренд толико огроман да ове видео игре често нису ентитети у поређењу док се догађај дешава. А када се догађај заврши, игра такође постаје застарела.